# Liste der Untersuchungsausschüsse des Hessischen Landtags
Die Liste der Untersuchungsausschüsse des hessischen Landtags umfasst durchgeführte Untersuchungsausschüsse seit 1946. Es werden der offizielle Titel des Ausschusses genannt (evtl. zusätzlich eine gebräuchliche Bezeichnung) und der Zeitraum aufgelistet.
Ein Untersuchungsausschuss im hessischen Landtag kann von einem Fünftel der Abgeordneten eingesetzt werden.

## 1. Wahlperiode (1946–1950)
- Untersuchungsausschuss Fall Dietz (1949–1950)[2]
- Untersuchungsausschuss zur Aufklärung des Konfliktes zwischen der Universität Frankfurt/M. und dem Ministerium für Erziehung und Volksbildung (1949–1950)[3]

## 2. Wahlperiode (1950–1954)
- kein Untersuchungsausschuss

## 3. Wahlperiode (1954–1958)
- Untersuchungsausschuss Fall Wiemann (1955–1956)[4]

## 4. Wahlperiode (1958–1962)
- Untersuchungsausschuss Fall Dr. Preißler (1959–1960)[5]
- Untersuchungsausschuss für die Aufklärung der Unregelmäßigkeiten bei der Staatlichen Sportwetten-GmbH., Wiesbaden (1960–1962)[6]
- Untersuchungsausschuss Architekturwettbewerb Hochschule für Erziehung Gießen (1961–1962)[7]
- Untersuchungsausschuss Landesversorgungsamt, Fall Erich Milius (1961–1962)[8]

## 5. Wahlperiode (1962–1966)
- Untersuchungsausschuss „Erwerb einer Kapitalbeteiligung an der Investitions- und Handelsbank Frankfurt a.M. durch die Landesregierung“ (1964–1966).[9] Kein Abschlussbericht wegen Antrag der Landesregierung an den Staatsgerichtshof auf Prüfung der Vereinbarkeit des Untersuchungsauftrages mit der hessischen Verfassung (Urteil des Staatsgerichtshofs vom 24. November 1966 s. Staatsanzeiger 1966, S. 1612–1623).[10]

## 6. Wahlperiode (1966–1970)
- Untersuchungsausschuss Dörnberg (1969–1970)[11]
- Untersuchungsausschuss „NPD-Ordnungsdienst“ (1969–1970)[12]

## 7. Wahlperiode (1970–1974)
- Untersuchungsausschuss „Universitäten“ (1971–1974)[13]
- Untersuchungsausschuss „Frankfurter Bund für Volksbildung e. V.“ (1971–1974)[14]

## 8. Wahlperiode (1974–1978)
- Untersuchungsausschuss 1/8, Spendenaffäre der Frankfurter SPD (1975–1977)[15][16]
- Untersuchungsausschuss 2/8, Ministerpräsident Osswald/Helaba (1976–1978)[17][18]

## 9. Wahlperiode (1978–1982)
- Untersuchungsausschuss 9/1, Abendgymnasium Frankfurt am Main (1979–1981)[19][20]

## 10. Wahlperiode (1982–1983)
- kein Untersuchungsausschuss

## 11. Wahlperiode (1983–1987)
- Untersuchungsausschuss 11/1, Unterstützung von öffentlichen Gewalttätigkeiten durch GRÜNE (1983–1984)[21]
- Untersuchungsausschuss 11/2, Neubau der naturwissenschaftlichen Einrichtungen und des Klinikums der Philipps-Universität Marburg auf den Lahnbergen (1984–1987).[22] (Kein Abschlussbericht wegen Ende der Wahlperiode.)[23]
- Untersuchungsausschuss 11/3, Vorgänge in der hessischen Sozialgerichtsbarkeit in Zusammenhang mit einem Befangenheitsantrag der IG Metall vom 29. Mai 1984 gegen eine Richterin des Sozialgerichts Frankfurt; u. a. Aspekte der richterlichen Unabhängigkeit oder Entzug des gesetzlichen Richters (1985–1987).[24] (Rechtsausschuss als UA. Kein Abschlussbericht wegen Ende der Wahlperiode.)[25]

## 12. Wahlperiode (1987–1991)
- Untersuchungsausschuss 12/1, Sicherheit und Entsorgung hessischer kerntechnischer Anlagen (1988–1990)[26][27]
- Untersuchungsausschuss 12/2, Umweltminister Weimar (1988–1990)[28][29]
- Untersuchungsausschuss 12/3, Abwicklung des Verkaufs der Gesellschaftsanteile des Landes Hessen an der Deutschen Klinik für Diagnostik an die Guttenbergsche Krankenhausgesellschaft mbH (1990–1991)[30]

## 13. Wahlperiode (1991–1995)
- Untersuchungsausschuss 13/1, Sprengstoffanschlag auf die Justizvollzugsanstalt Weiterstadt am 27. März 1993; Sicherheitskonzept und Verantwortliche, Erkenntnisse über sicherheitsrelevante oder terroristische Bedrohungen, politische Vorgaben und Einschätzungen zur Bekämpfung des Terrorismus in Hessen seit 1991 (1993–1995)[31]
- Untersuchungsausschuss 13/2, Vorgänge um die Lotterie-Treuhandgesellschaft mbH Hessen (1994)[32]

## 14. Wahlperiode (1995–1999)
- Untersuchungsausschuss 14/1, Rücktritt Iris Blaul (1995)[33]
- Untersuchungsausschuss 14/2, "Urkundenunterdrückung und Verwahrungsbruch vom Justizministerium", Nebentätigkeitsgenehmigung für Präsidenten des OLG Frankfurt (1996–1997), (Rechtsausschuss als Untersuchungsausschuss)[34]
- Untersuchungsausschuss 14/3, Polizeipräsident Hoffmann (1997–1998)[35]
- Untersuchungsausschuss 14/4, Polizeipräsident Hoffmann (1998–1999)[36]

## 15. Wahlperiode (1999–2003)
- Untersuchungsausschuss 15/1, zu Volker Bouffier (1999–2000)[37]
- Untersuchungsausschuss 15/2, CDU-Spendenaffäre (2000–2002)[38] (Es gab mehrere Änderungsanträge und keinen Abschlussbericht.)[39]
- Untersuchungsausschuss 15/3, Immobilie „Unterburg der Burg Staufenberg“ in Staufenberg (2002)[40]

## 16. Wahlperiode (2003–2008)
- Untersuchungsausschuss 16/1, Banken- und Anlegerverfahren in der Finanzverwaltung, siehe UA 15/2 (2003–2006)[41]
- Untersuchungsausschuss 16/2, Gestaltung der Dienst- und Fachaufsicht im Geschäftsbereich des Hessischen Ministeriums des Innern und für Sport (2005–2007)[42]
- Untersuchungsausschuss 16/3, staatliche Finanzierung von Wählergemeinschaften auf kommunaler Ebene im Anschluss an das Urteil des Bundesverfassungsgerichts vom 9. April 1992 (2006–2007)[43]

## 17. Wahlperiode (2008–2008)
- kein Untersuchungsausschuss

## 18. Wahlperiode (2009–2014)
- Untersuchungsausschusses 18/3, European Business School (2012–2014)[44]
- Untersuchungsausschusses 18/2, Besetzung der Position des Präsidenten des Hessischen Bereitschaftspolizeipräsidiums Hans Günter Langecker (2010–2013)[45]
- Untersuchungsausschusses 18/1, Steuerfahndung Finanzamt Frankfurt V (2010–2012)[46]

## 19. Wahlperiode (2014–2019)
- Untersuchungsausschuss 19/1, Stilllegung AKW Biblis (2014–2019)[47]
- Untersuchungsausschuss 19/2, (NSU) (2014–2019)[48]

## 20. Wahlperiode (ab 2019)
- Untersuchungsausschuss 20/1, Mordfall Walter Lübcke (2020-)[49]
- Untersuchungsausschuss 20/2, Anschlag in Hanau 2020 (2021-)[50]